# Iveco Nikola TRE
L'Iveco Nikola TRE est le premier poids lourd électrique longue distance au monde, conçu par les constructeurs américain Nikola Motor et italien Iveco. Le prototype de ce tracteur routier a été présenté en novembre 2018 et le premier exemplaire de classe 8 le 4 septembre 2021 à l'occasion de l’ACT Expo 2021 de Long Beach, en Californie. La production en présérie de la version à batterie (BEV) du TRE a débuté en septembre 2021 et les exemplaires de série d’ici la fin de l’année dans les usines de Coolidge (Arizona) et d’Ulm (Allemagne). Le "TRE" repose sur la structure de l'Iveco S-Way.

## Histoire

### La start-up Nikola Motor
L'entreprise Nikola Motor, devenue ensuite Nikola Corporation, a été fondée par Trevor Milton en 2014 à Salt Lake City, Utah,.
Le 3 septembre 2019, Iveco et Nikola Corporation signent un contrat de coopération stratégique pour développer une gamme de camions avec motorisations électriques à batteries (BEV) et pile à combustible à hydrogène (FCEV). Iveco prend également une première participation (6,7%) dans le capital de Nikola Co.. Le projet prévoit qu'Iveco fabrique dans son usine allemande d'Ulm les modèles destinés aux marchés autres que les USA dont le premier de la gamme, l'Iveco Nikola TRE, construit sur la base de l'Iveco S-Way, à partir de fin 2021.
Début septembre 2021, Nikola annonce avoir conclu un partenariat industriel avec l’équipementier allemand Bosch pour les piles à combustible de ses modèles TRE et Two FCEV, abandonnant toute relation avec GM.
En dépit des déboires qu’a connus Nikola Corporation qui ont conduit à la démission (éviction) de son ancien président Trevor Milton, la pandémie de Covid 19 et la pénurie de composants (semi-conducteurs), les deux partenaires ont réussi à tenir leurs engagements en termes d’industrialisation du Nikola TRE. Effectivement, conformément au programme établi il y a deux ans, le 26 septembre 2021, Iveco et Nikola Motor inaugurent l'usine allemande où vont être produits les camions électriques Nokola TRE dès cette fin d'année pour des livraisons en  2022.

### L'Iveco Nikola TRE
Les ingénieurs des deux associés, Nikola et Iveco, ont créé ensemble une plateforme modulaire capable d’accueillir un système batterie (BEV) ou une pile à combustible à hydrogène (FCEV), plateforme reprenant la structure du châssis et la cabine de l’Iveco S-Way, ainsi que des éléments fournis par Bosch.
Le Nikola Tre (BEV) est équipé d’un moteur électrique d’une puissance continue de 480 kW, soit 645 ch DIN, et d’un essieu électrique conçu et produit par FPT Industrial, le département motorisation d’Iveco. La vitesse maximale du véhicule est limitée à 120 km/h. À la suite des premiers essais sur route, la performance en charge en côte atteindrait 58 km/h avec une pente de 6%.
Le camion dispose d'un pack batterie d’une puissance totale de 753 kWh ce qui permet une autonomie maximale de 563 km. La recharge à 80% de sa capacité maximale ne prend que deux heures avec un super chargeur de 240 kW.
Le véhicule n'est encore pas homologué en Europe, la certification est attendue avant la fin de l'année 2021, mais aux Etats-Unis. Sa charge utile n'est pas dévoilée mais son PTRA est de 82.000 lbs aux USA, soit un peu plus de 37 tonnes.

### La version hydrogène
Lors de l'inauguration de l'usine allemande d'Ulm le 14 septembre 2021, Iveco et Nikola ont dévoilé le premier prototype du Nikola TRE hydrogène (FCEV). Les premiers tests sur route de ce camion sont programmés en fin d'année 2021 pour une production et commercialisation sur les marchés américains et européens en 2023.
Le Nikola TRE FCEV intègre une pile à combustible Bosch et non pas General Motors (GM) comme envisagé au début. Le constructeur a en effet annoncé début septembre avoir conclu un partenariat industriel avec l’équipementier allemand pour les piles à combustible de ses modèles TRE et TWO FCEV. D’après les données fournies par le constructeur, il disposerait d’une autonomie de 800 km.
Bosch fournira des modules PAC de 200 et 300 kW directement aux usines de fabrication Nikola de Coolidge en Arizona et Iveco d’Ulm en Allemagne.

### Caractéristiques techniques de l'Iveco Nikola TRE
- Sur la version à batteries BEV, commercialisable en 2021, toutes les batteries nécessaires à la propulsion du tracteur 4×2 comprenant neuf packs de 800 V sont installées sous le châssis et garantissent une autonomie de 560 km. Le moteur délivre une puissance continue de 480 kW et un couple de 1 800 N m aux deux moteurs installés dans l’essieu arrière. Le temps nécessaire pour une recharge complète est actuellement de 120 min. Il pourra être réduit si l’autonomie souhaitée est moindre, puisque la composition des packs de batteries est variable. Le véhicule sera proposé en version 4×2 et 6×2.

- En fin d'année 2022, la version FCEV (Fuel Cell Electric Vehicle) sera commercialisée. Comme les spécialistes de FPT Industrial l’ont annoncé en novembre 2019 lors de la conférence Dekra à Berlin, la pile à combustible de 300 kW est utilisée comme prolongateur d’autonomie ce qui permet de réduire fortement le volume des batteries. Dans cette configuration hybride, l’autonomie grimpe à 800 km et le temps de charge réduit à 15 min, avec 80 kg d’hydrogène stocké à très haute pression.

Les premiers essais routiers du modèle à batterie ont débuté en Europe au cours du deuxième trimestre 2020, la production de 20 premiers camions de présérie est en cours et feront l'objet de tests en novembre pour leur homologation européenne.  La fabrication en série va suivre en fin d'année 2021. La commercialisation sera assurée par le réseau Iveco. Une commande de 25 camions pour une livraison en 2022 a été signée par l'Autorité portuaire de Hambourg AöR (HPA).
Aux États-Unis, les deux premiers modèles construits par Nikola seront commercialisés via une formule inédite ressemblant à une location : Nikola fournit le véhicule, l’entretien et l’hydrogène pendant une période de sept ans, et sera rémunéré sous la forme d’un prix tout compris par kilomètre.